# Plagiostachys strobilifera
Plagiostachys strobilifera är en enhjärtbladig växtart som först beskrevs av John Gilbert Baker, och fick sitt nu gällande namn av Henry Nicholas Ridley. Plagiostachys strobilifera ingår i släktet Plagiostachys och familjen Zingiberaceae. Inga underarter finns listade i Catalogue of Life.